# County Fermanagh
County Fermanagh (Irsk: Contae Fhear Manach) er et af de seks counties, der udgør Nordirland og et af de ni counties, som historisk og geografisk udgør provinsen Ulster som er delt mellem Nordirland (United Kingdom) og Republikken Irland.
County Fermanagh omfatter et areal på 1.691 km² med en samlet befolkning på 57.527 (2006).
Det administrative county-center ligger i byen Enniskillen.